# Betzenhausen
Betzenhausen es un barrio de Friburgo de Brisgovia en Baden-Wurtemberg, Alemania. Se compone de Viejo-Betzenhausen y de Betzenhausen-Bischofslinde.

## Historia
La aldea Betzenhausen se menciona por vez primera en un documento de donación del emperador Otón I al monasterio Einsiedeln en el año 972. Sin embargo, del sufijo -hausen se concluye que es más vieja. En el año 1299 ante las puertas de la aldea una batalla tuvo lugar entre los ciudadanos de Friburgo y los condes de Friburgo con la participación del obispo de Estrasburgo Conrado III de Lichtenberg. El obispo fue fatalmente herido y desde entonces la Cruz del Obispo (en alemán: Bischofskreuz) recuerda su muerte.

## Situación
Betzenhausen es un barrio en el oeste de Friburgo. Limita al norte con el barrio de Mooswald, al sur con Weingarten al otro lado del río Dreisam, al este con Stühlinger y al oeste con Lehen. Bischofslinde (traducido: Tilo del Obispo) es el nombre dado a un área entre la línea ferroviaria de mercancías en el oeste de Friburgo y Viejo-Betzenhausen aún más al oeste que fue urbanizada en los años 1960. El nombre refiere a un árbol al lado de la Cruz del Obispo.

## Puntos de interés
- Parque del Lago

## Enlaces
- Wikimedia Commons alberga una categoría multimedia sobre Betzenhausen.